# Chi Chuột lang nước
Chi Chuột lang nước (danh pháp khoa học: Hydrochoerus) là một chi gặm nhấm gồm hai loài còn tồn tại và hai loài đã tuyệt chủng, sinh sống ở Nam Mỹ, đảo Grenada và Panama. Đây là những loài gặm nhấm lớn nhất thế giới. Tên chi xuất phát từ ὕδωρ (hýdor, nước) và χοίρος (choíros, lợn) trong tiếng Hy Lạp.

## Đặc điểm
Chi Chuột lang nước gồm các loài động vật bán thủy sinh, sống ở gần hồ, sông, đầm lầy, ao, và đồng lầy và xavan ngập nước. Chế độ ăn của chúng chủ yêu là cỏ. Con trưởng thành nặng tới 65 kilôgam (143 lb). Thời kỳ mang thai là 130–150 ngày, con cái đẻ ra từ hai đến tám (thường là bốn) con non.

## Hành vi
Chúng có tập tính xã hội cao, sống theo từng bầy có khi đến 100 cá thể và giao tiếp với nhau qua tiếng kêu. Con đực giao phối với nhiều con cái khác nhau.

## Phân loại
Nghiên cứu di truyền cho thấy Hydrochoerus gần gũi nhất với Kerodon, và cả hai đều nằm trong họ Caviidae. Woods và Kilpatrick hợp nhất hai chi này thành phân họ Hydrochoerinae. Hydrochoerus có vẻ đã tách ra khỏi Kerodon vào khoảng Miocene giữa (chừng 12 triệu năm trước).
Loài tuyệt chủng tại Bắc Mỹ, trước đây được phân loại là Hydrochoerus holmesi, nay được xếp vào Neochoerus.

### Các loài
- Chi Hydrochoerus
  - Hydrochoerus ballesterensis - thế Pliocene, đặc hữu Argentina[5]
  - Hydrochoerus gaylordi - thế Plio-Pleistocene đặc hữu đảo Grenada[6][7]
  - Hydrochoerus hydrochaeris - chuột lang nước
  - Hydrochoerus isthmius - chuột lang nước nhỏ

## Phân bố
Ngày nay, chi Chuột lang nước có mặt tại Nam Mỹ và những vùng lân cận thuộc Trung Mỹ. Những loài đã tuyệt chủng cư ngụ tại tỉnh Buenos Aires của Argentina (H. ballesterensis) và Grenada (H. gaylordi). Hóa thạch của một loài Hydrochoerus được mô tả có niên đại Pleistocene muộn đên Holocene chưa được phát hiện ở Curití, Santander, ở độ cao 1.500 mét (4.900 ft) tại dãy Cordillera Oriental (Colombia Andes). Những loài ở vùng độ cao gồm heo vòi Nam Mỹ (Tapirus terrestris), Cryptotis sp., lợn peccary khoang cổ (Tayassu tajacu), lợn peccary môi trắng (Tayassu pecari), và Mazama sp..